# تدی خرسه
تدی خرسه (به انگلیسی: Teddy bear) یک عروسک مینیاتوری پُرزدار شبیه به یک خرس و معمولاً قهوه‌ای رنگ است. اندازهٔ آن می‌تواند به اندازهٔ کف دست تا حدود یک متر متغیر باشد. تدی خرسه معمولاً با پنبه، پوشال یا دیگر مواد نرم پر می‌شود. در اوایل پیدایش آن، این شخصیت مینیاتوری به شکل یک اسباب‌بازی مخصوص کودکان بود اما امروزه در میان بزرگسالان نیز طرفدارانی دارد.

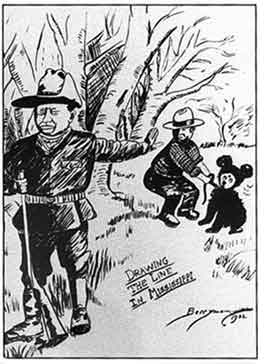
کاریکاتور کلیفورد بریمن در واشینگتن پست دربارهٔ اقدام تئودور روزولت

## تاریخچه
داستان تدی خرسه در ایالات متحده از آن‌جا آغاز شد که ۲۶اُمین رئیس‌جمهور آمریکا یعنی تئودور روزولت که نام مخفف او «تدی» بود، هنگامی که برای حل و فصل یک مناقشه در بین ایالت‌های لوئیزیانا و میسیسیپی به آنجا رفته بود در نزدیکی مرز ایالتی با یک بچه خرس از نژاد گریزلی مواجه شد ولی از شلیک به آن بچه خرس سرباز زد و هنگامی که این ماجرا توسط کارتونیست آمریکایی یعنی کلیفورد بریمن در روزنامه‌ها چاپ شد و نام تدی خرسه بر آن نهاده شد و سرآغاز این عروسک‌ها شد. این کارتون در روزنامه واشینگتن پست به تاریخ ۱۶ نوامبر سال ۱۹۰۲ چاپ شد. از این‌جا بود که به خاطر تقدیر از این حرکت روزولت این عروسک ساخته شد و نام روزولت بر آن نهاده شد؛ یعنی تدی خرسه. بعدها این عروسک در کمدی‌های روآن سباستین اتکینسون (مستر بین) هم دیده شد و محبوبیت دو چندانی در بین طرفدارانش پیدا کرد.
در ایران بعد از ورد عروسک تدی، خرس سفید، بزرگ و پشمالوی دیگری موسوم به شاسخین توسط بهنوش بختیاری در سریال چارخونه وارد منازل شد که به صورت غیرعمد فروش تدی خرسه را بالا برد.

## مواد مضر
این عروسک‌ها در شرایط متفاوت می‌توانند مضراتی به همراه بیاورند و در موارد بسیاری متهم به مضر بودن به‌واسطهٔ به‌کار بردن مواد سمی مانند فرمالدهید، نیکل یا روان‌کننده‌ها در آن‌ها شدند. کودکانی که هنوز به سه سالگی نرسیده‌اند مشتاقانه اسباب‌بازی‌هایشان را در دهان می‌گذارند که این عمل باعث انتقال مواد مضر به بدن کودکان شده که خطراتی را برای آن‌ها به همراه دارد و همچنین در بدترین شرایط می‌تواند منتهی به سرطان شود.

## تدی خرسه در هدایا و کادو
امروزه خرید عروسک‌های خرس بزرگ سن و سال نمی‌شناسد.در واقع روان‌شناسان و کارشناسان اسباب‌بازی امور تربیتی کودکان معتقدند نیاز به اسباب‌بازی از بدو تولد شروع می‌شود و پایانی ندارد. عروسک تدی خرسه در طرح‌ها و مدل‌های مختلف همیشه در طول تاریخ از طرفداران زیادی بین نسل قدیمی و جدید برخوردار بوده‌است. امروزه خرید عروسک خرس تدی برای مناسبت‌های مختلف بین جوانان بسیار رایج شده‌است مثلاً از مهم‌ترین این مناسبت‌ها روز جهانی عشق یا روز ولنتاین است که در این روز خرید عروسک تدی خرسه قرمز در سایزهای مختلف بسیار مرسوم است.

## مراحل ساخت

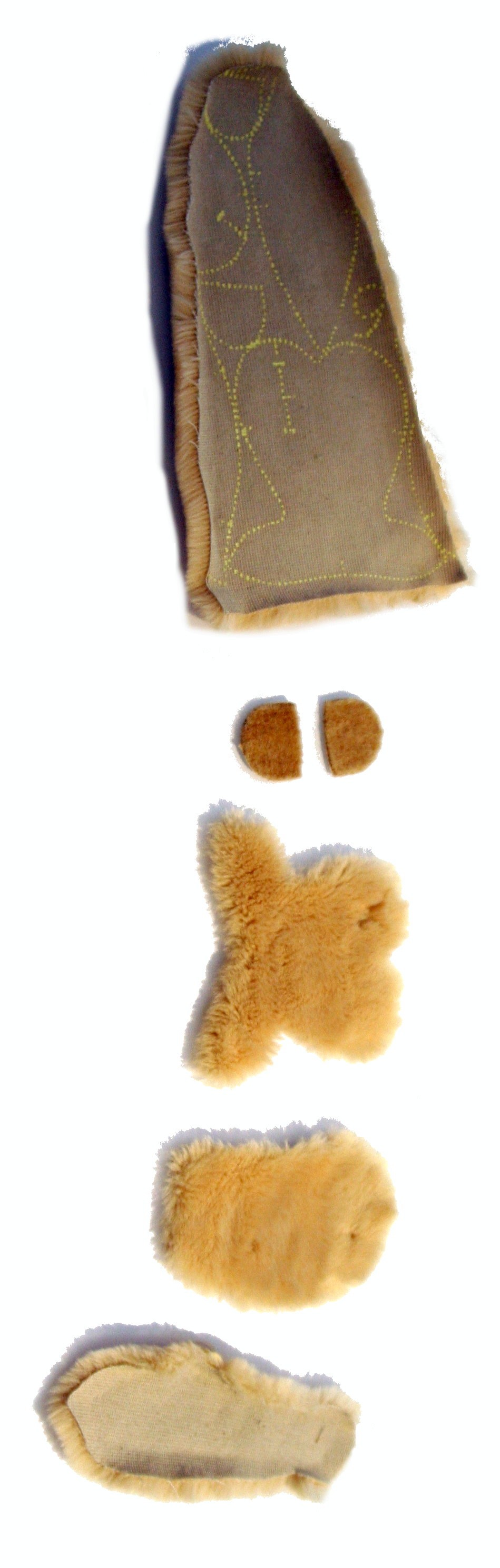
برش قطعات
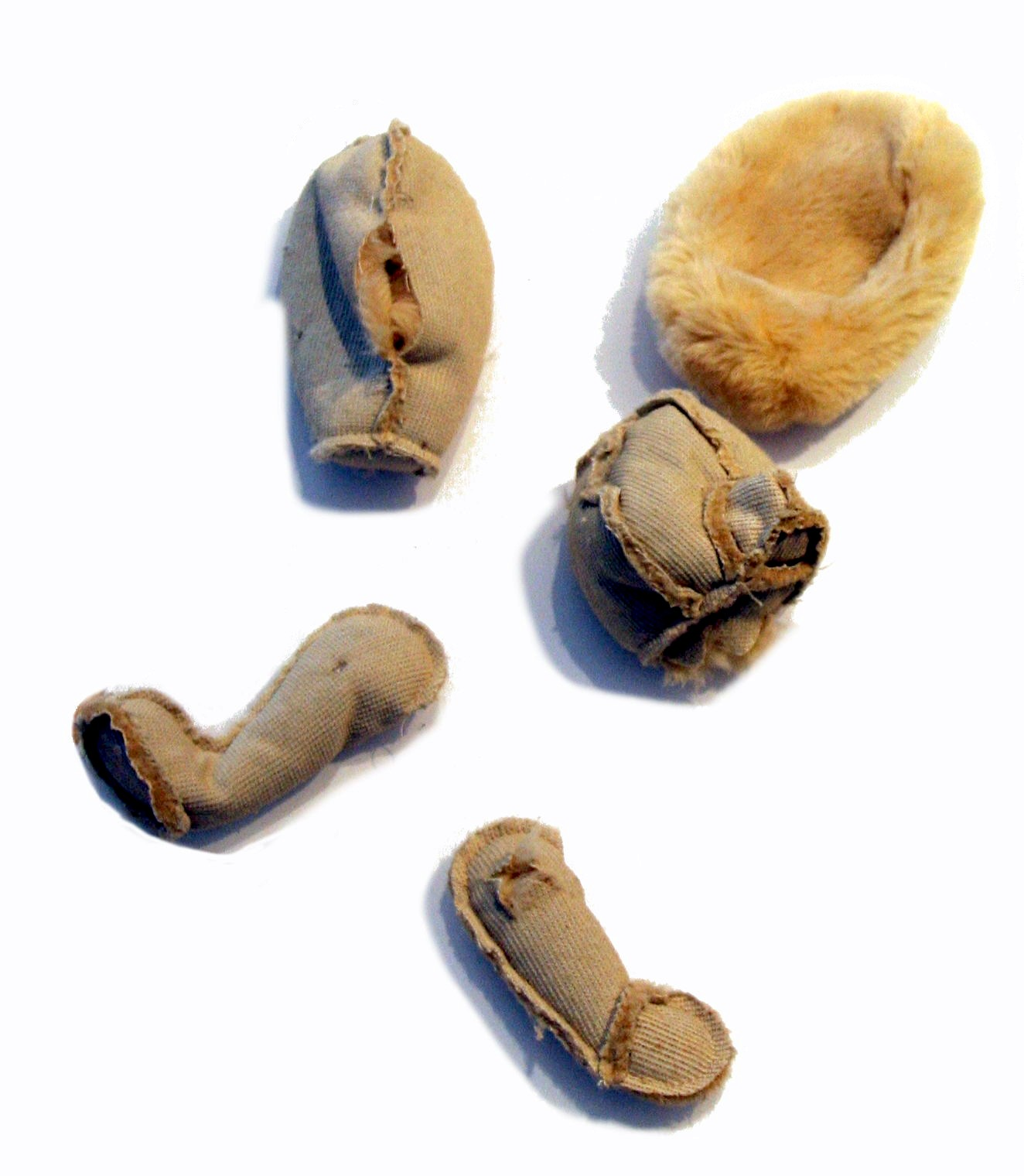
دوختن و اتصال اجزا
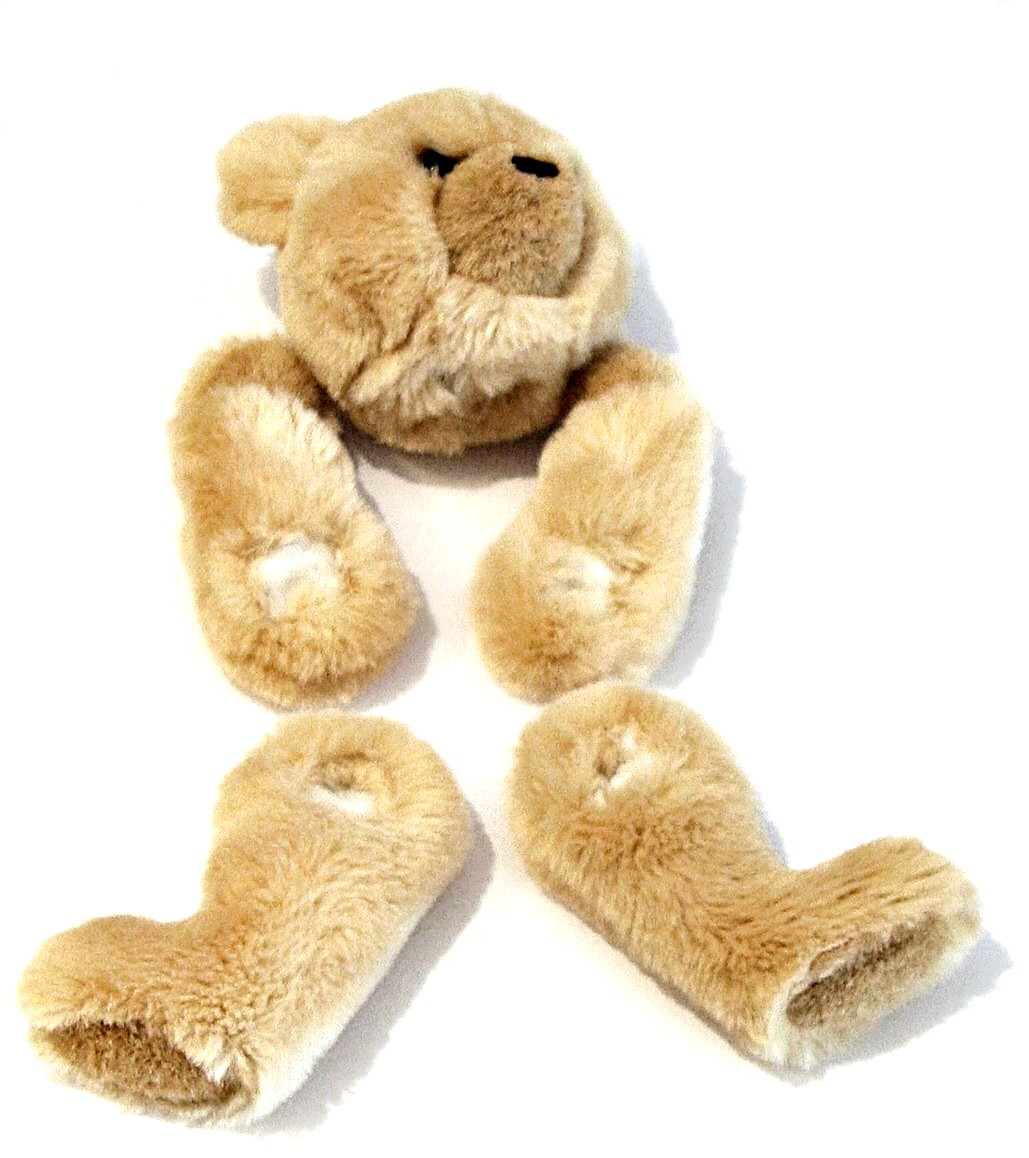
پر کردن
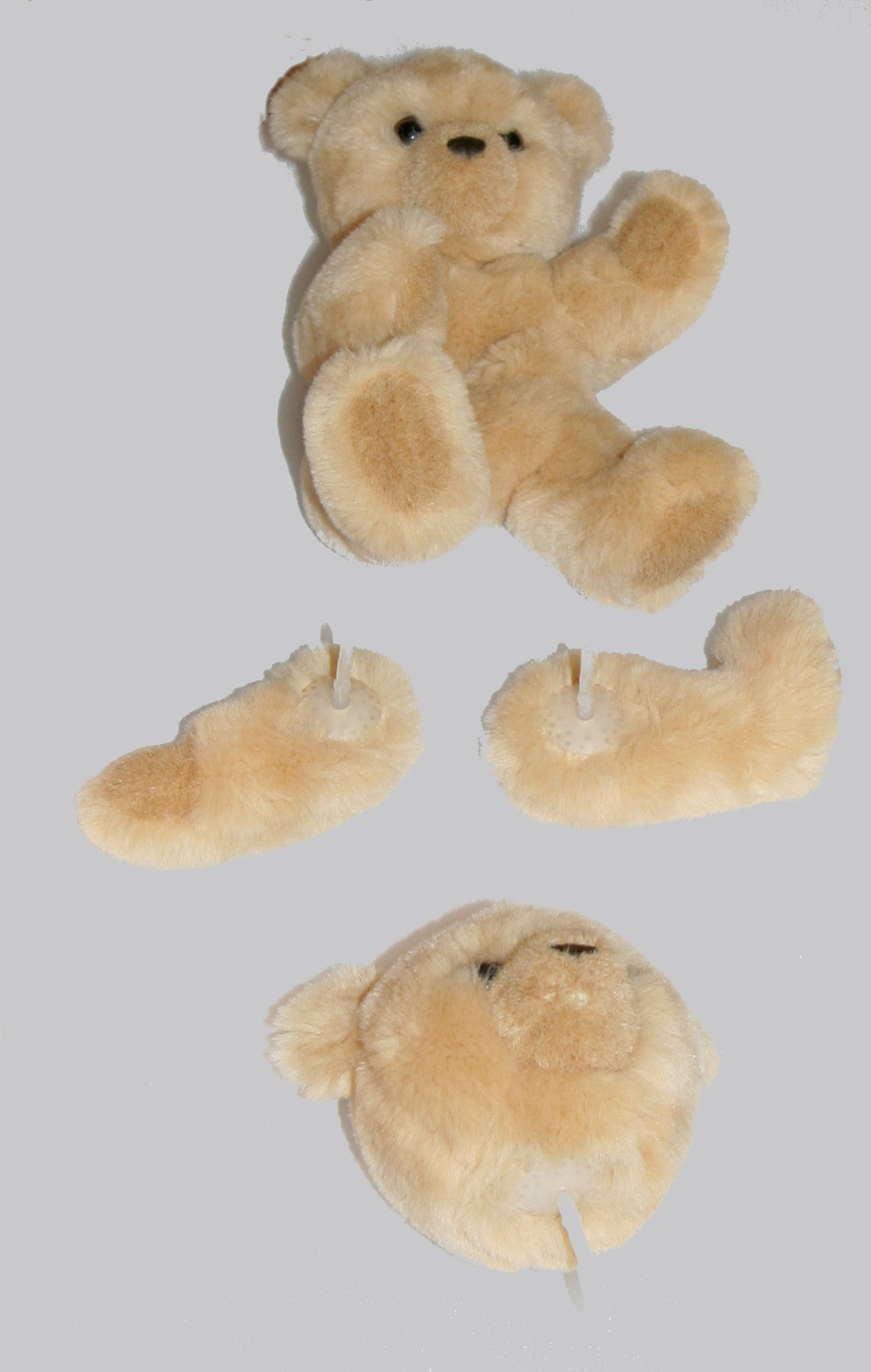
مونتاژ